# 伊藤亜和
伊藤 亜和（いとう あわ、1996年10月13日 - ）は、日本の文筆家、エッセイスト、モデル、ラジオパーソナリティ。

## 経歴

### 幼少期・学生時代
神奈川県横浜市出身。日本人の母と、セネガル人でイスラム教徒の父の間に生まれる。神奈川県立金沢総合高等学校を卒業後、学習院大学文学部フランス語圏文化学科に進学し卒業。

### 文筆活動
大学卒業後、投稿サイト「note」にエッセイを投稿し始める。noteに投稿された「パパと私」というエッセイが、2023年の父の日にX（旧Twitter）上で大きな注目を集め、ジェーン・スーや糸井重里などの著名人から高い評価を受ける。これをきっかけに、文筆家としての活動が本格化する。
2023年、「パパと私」がnote主催の「創作大賞2023」エッセイ部門において、KADOKAWAよりメディアワークス文庫賞を受賞。
2024年6月14日、デビュー作となるエッセイ集『存在の耐えられない愛おしさ』をKADOKAWAから出版。同年11月には、2作目となるエッセイ集『アワヨンベは大丈夫』を晶文社から出版。

## 人物・エピソード
- 文筆活動の傍ら、モデルやラジオパーソナリティとしても活動している。
- バニーガールとしてアルバイトをしている[1]。
- 卒業論文のタイトルは「アフリカ呪物研究～芸術ならざるものの鑑賞～」[5]。
- 高校時代はねらーであり、VIP板で自身の顔画像を投稿したことがあると明かしている。
- 椎名林檎のファンを公言している[6]。
- 津軽三味線を演奏できる。
- 横浜少年少女合唱団42期団員。
- 趣味はクリアファイルと他人のメモ集め。

## 作品リスト

### 書籍
- 存在の耐えられない愛おしさ（2024年6月、KADOKAWA）
- アワヨンベは大丈夫（2024年11月、晶文社）

### 連載コラム
- 言葉（『note』、2023年9月 - ）
- ジェーン・スー 伊藤亜和：往復書簡 日々の音沙汰（『web TRIPPER』、2024年11月 - ）
- もじもじダイアリー（『りぼん』（集英社）、2024年12月 - ）
- 魔女になりたい（『CREA』ウェブサイト、2024年12月 - ）
- アワヨンベは大丈夫（『晶文社スクラップブック』、2023年8月 - 2024年7月）
- 山男とじょっぱり女、時々、あやしい孫（『きらきらシニアタイムス』、2023年8月 - 12月）

## 出演

### ラジオ・ポッドキャスト
- 伊藤亜和のお手上げラジオ（2023年7月 - 、ポッドキャスト）
- 伊藤亜和と佐伯ポインティの地球潜伏通信（2024年11月 - 、ニッポン放送）
- オールナイトニッポン0(ZERO)（2024年8月10日、ニッポン放送）
- 武田砂鉄のプレ金ナイト（2024年7月5日、TBSラジオ） - ゲスト
- パンサー向井の＃ふらっと（2024年10月2日、TBSラジオ） - ゲスト
- 垣花正と伊藤亜和の出たとこ勝負のふたり（2025年7月 - 、ニッポン放送ポッドキャスト）垣花正とWパーソナリティ

### テレビ番組
- みんな革命家（仮）（2024年9月28日、フジテレビ）
- ABEMA Prime
- サンデージャポン (2025年6月22日、TBS)

### 映画
- ライフ・イズ・ビューティフル・オッケー（2024年)